# Château Climens
Le château Climens est un domaine viticole de 31 ha situé à Barsac en Gironde. En AOC barsac, il est classé premier grand cru dans la classification officielle des vins de Bordeaux de 1855.

## Histoire du domaine
Girault Roborel, procureur du Roi à Barsac, hérite au XVIe siècle de la terre du château Climens et développe la culture de la vigne. Le domaine restera la propriété de sa famille jusqu'au début du XIXe siècle. C'est sous la direction du négociant, également maire de Barsac (1844-1860) Éloi Lacoste, alors propriétaire, que le château Climens est classé premier cru de sauternes et barsac en 1855. Le domaine devient la propriété de la famille Gounouilhou en 1880.
Lucien Lurton, grand propriétaire dans le Bordelais, acquiert, en 1971, le château Climens pour se diversifier dans les sauternes, et transmet le contrôle de la propriété à ses enfants en 1992. Bérénice Lurton en devient la gérante, puis la propriétaire à part entière en 2009.
En juillet 2022, Bérénice Lurton cède une participation majoritaire de Climens à Jean-Hubert Moitry, dirigeant de Foncière Patrimonia, société parisienne spécialisée dans l’immobilier. Ce faisant, le château revient dans une famille apparentée à d'anciens négociants corréziens en vins de Bordeaux. Jérôme Moitry, frère de Jean-Hubert Moitry, en est le nouveau directeur général ; Bérénice Lurton reste consultante et Frédéric Nivelle, le directeur technique.
Cette vente intervient dans un contexte économique délicat du château qui n’a pas produit de premier vin en 2017 (gel), 2018 (maladies dans les vignes), 2020 (grêle) et 2021 (gel).

## Terroir
Le vignoble du château Climens d'une superficie de 30 ha d'un seul tenant, est sur un sol composé de sables rouges argileux sur un socle calcaire. L'encépagement est à 100 % en sémillon (ce qui constitue un des rares vignobles mono-cépage de la région), avec une densité de 6 600 pieds/ha pour un âge moyen des vignes de 35 ans.

## Vins

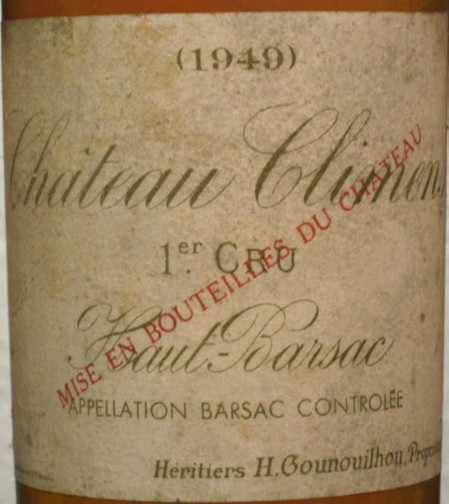
Étiquette de Climens 1949.

Le château Climens produit un grand vin blanc liquoreux, 1er cru classé en 1855. Les rendements du château Climens sont particulièrement bas, avec une moyenne de 12 hl/ha, voire 8 hl/ha dans les années difficiles, permettant de maintenir une qualité et une concentration exceptionnelles.
Le domaine produit un second vin dénommé Cyprès de Climens en souvenir d’une tradition curieuse : lorsque les bateaux s’acquittaient de la coutume (droit de passage) sur le Ciron, il leur était donné une branche de cyprès bleu pour attester du paiement.
Depuis 2018, Château Climens produit un vin blanc sec, L'Asphodèle, nom tiré du lys blanc sauvage poussant naturellement sur les terroirs calcaires. L'Asphodèle est produit à partir des vignes du domaine. 
Le domaine fut, en 2010, le 1er grand cru classé bordelais à adopter le mode de culture en biodynamie[réf. nécessaire].